# Адолф I фон Марк
Адолф I фон Марк (на немски: Adolf I von der Mark, * пр. 1182, † 28 юни 1249) от фамилията Берг-Алтена е първият граф на Графство Марк (comes de Marca) и от 1226 г. основател на фамилията на графовете на Марк Дом Ламарк. Той е граф на графство Алтена (от 1198 или 1199 до 28 юни 1249), граф на Марк (от 1202 по документ с тази титла, от 1225 до 28 юни).
Той е също граф на Крикенбек (от 1198 или 1199 до 3 март 1243) и фогт на манастирите Капенберг и Верден.
Той е първият син на граф Фридрих фон Берг-Алтена (1155–1198) и Алверадис фон Крикенбек (1155–сл. 1220), дъщеря на граф Райнер фон Крикенбек-Милендонк (1110–сл. 1164). През 1198 г. Фридрих построява за син си Адолф замък Марк.
Адолф участва в конфликта за трона между Хоенщауфените и Велфите (1198-1215), предизвикан от чичо му Адолф I фон Алтена, херцог на Вестфалия (1193–1205) и архиепископ на Кьолн (1212–1216). До 1225 г. Адолф фон Марк и брат му Фридрих са верни последователи на император Фридрих II фон Хоенщауфен (император от 22 ноември 1220) и на кьолнския архиепископ Енгелберт I от Кьолн (1216–1225) от Дом Берг. След убийството на Енгелберт I от Кьолн той основава графството Марк и живее от замък Берг, а неговите министериали в град Хам, основан от него през март 1226 г., който става столица на графството.
През 1232 – 1243 г. се води война със седемнадестгодишния си братовчед Дитрих фон Алтена-Изенберг, син и наследник на граф Фридрих фон Изенберг. През 1243 г. Адолф получава от кьолнския архиепископ Конрад фон Хохщаден половината от Бохум.
Граф Адолф и синовете му продават Крикенбек на 3 март 1243 г. на роднината им граф Ото II фон Гелдерн.
Адолф фон Марк умира на 28 юни 1249 г. Погребан е в църквата на манастир Капенберг.

## Фамилия
Той е женен първо за Лутгардис фон Ринек, според документ от 7 април 1210 г., дъщеря на граф Герхард II фон Лоон. С нея има една дъщеря:
- Ирмгард, абатиса на Берсенбрюк

Адолф I се жени през 1210 г. за Ирмгард фон Гелдерн († след 1230), дъщеря на граф Ото I фон Гелден (* 1150, † 1207). Тя е сестра на Герхард IV фон Гелдерн (* 1185, † 1229). С нея има децата:
- Еберхард фон Алтена (* ок. 1218, † май 1241), сърегент на Марк, умира в турнир при Нойс
- Ото фон Марк († 14 август 1262), каноник в Лиеж, от 1249 г. господар на замъците Алтена и Бланкенщайн
- Герхард фон дер Марк (* 1220, † 1272), епископ на Мюнстер (1261 – 1272)
- Енгелберт I фон Марк († 16 ноември 1277), последник на баща си като граф на Марк от 1249 до 1277 г.
- Рихарда (Рихарде) († 1270), абатиса на манастир Фрьонденберг и по-късно на манастир Кентроп, омъжена била за граф Ото I фон Дале († пр. 1257)
- Аделхайд († 1233), омъжена за Йохан I фон Спонхайм, граф фон Сайн († 1266)